# Pehenuikai
Pehenuikai (pḥn-wỉ-k3(-ỉ)) ókori egyiptomi vezír volt az V. dinasztia idején.
A vezíri cím mellett számos más fontos címmel is rendelkezett, többek közt a kincstárak elöljárója, a király dokumentumai írnokainak elöljárója, a kettős magtár felügyelője, valamint a király minden munkálatainak felügyelője volt.
Pehenuikai főleg szakkarai masztabasírjáról ismert, ami ezen a helyen az egyik legnagyobb masztaba (Mariette számozása szerint D 70). Díszítése nagy részét Karl Richard Lepsius expedíciója lemásolta és publikálta (Lepsius számozása szerint a 15-ös számú sír). A sírban Pehenuikai családját is ábrázolják, felesége neve Hotepheresz, fiáé Iti.
Nem teljesen biztos, mikor élt Pehenuikai. Apja valószínűleg egy bizonyos Sepszi volt, akinek masztabája a Pehenukaié közelében helyezkedik el. Ő valószínűleg Szahuré uralkodása alatt élt, így Pehenuikai egy nemzedékkel később, talán Niuszerré uralkodása alatt.

## Fordítás
- Ez a szócikk részben vagy egészben  a   Pehenuikai című angol Wikipédia-szócikk ezen változatának fordításán alapul.  Az eredeti cikk szerkesztőit annak laptörténete sorolja fel. Ez a jelzés csupán a megfogalmazás eredetét és a szerzői jogokat jelzi, nem szolgál a cikkben szereplő információk forrásmegjelöléseként.